# ゴーストライダー2
『ゴーストライダー2』（原題: Ghost Rider: Spirit of Vengeance）は、2012年公開のアメリカ合衆国のオカルトアクション映画。2007年の『ゴーストライダー』とは、主演がニコラス・ケイジであるということが共通しているだけで物語としての関連性はほぼない。

## ストーリー
瀕死の父の命と引き換えにロアークと契約し、地獄の処刑人ゴーストライダーとなったジョニー・ブレイズ。制御のきかぬ自身の中の悪魔に絶望し隠遁生活を送っていた。ある日黒人神父のモローが現れ、呪いを解く替わりに一人の少年を守れと依頼される。
少年ダニーは母ナディアと2人、スリで生計を立てる逃亡生活を送っていた。この少年こそ、ロアークがこの世で完全な身体を手に入れるために生まれてきたロアークの息子だった。かつてナディアが瀕死の重傷を負った時、その命を助ける代わりに悪魔の子を懐胎する契約をロアークと結んでしまったという。
ロアークは息子ダニーを捕まえるべく、ダニーの母ナディアをよく知る悪人キャリガンにダニー拉致を依頼する。キャリガンの手がダニーに迫ろうとした時、ジョニーはゴーストライダーとなり真夜中のハイウェイを駆け出した。

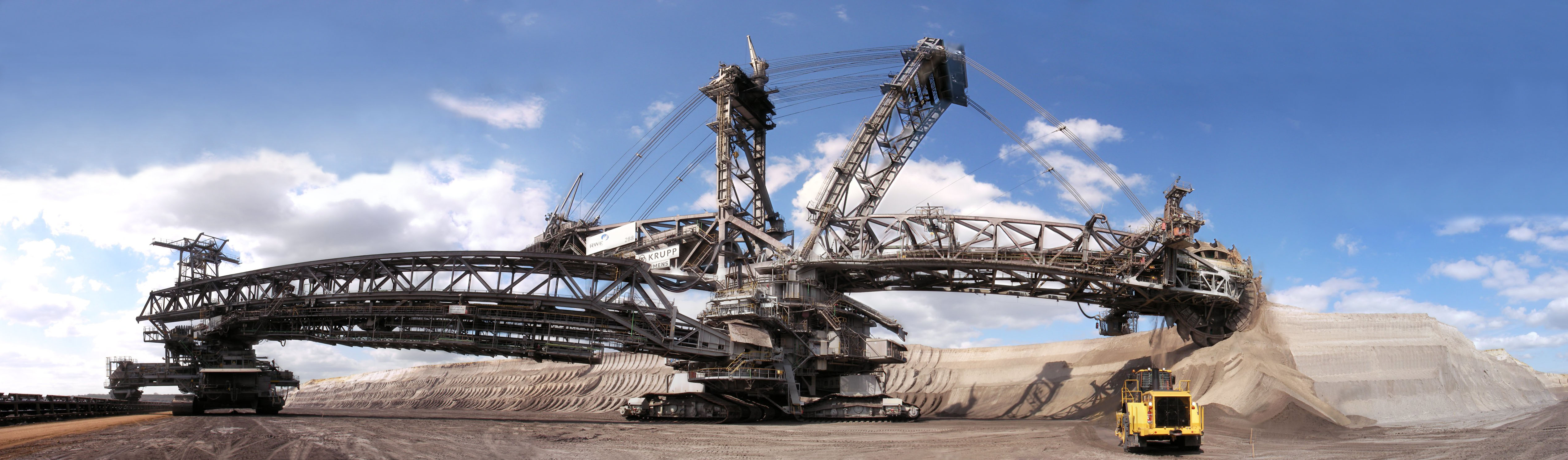
フィルム中のライダーは、特別な車両を使用しています：バガー288、世界最大の陸上車両。

罪人の気配に引き寄せられたゴーストライダーは、今まさにダニーを連れ去ろうとしているキャリガン一味に辿り着く。ところが武器の密売を手がけるキャリガンから不意にグレネード弾を打ち込まれ、まんまとキャリガンにダニーを奪われてしまった。ジョニーとナディアはキャリガンを知る男から力づくでキャリガンの隠れ家を聞き出し、ダニー奪還に向かう。

## キャスト
※括弧内は日本語吹替
- ジョニー・ブレイズ / ゴーストライダー - ニコラス・ケイジ（大塚明夫）
- ナディア - ヴィオランテ・プラシド（北西純子）
- ロアーク / メフィスト（英語版） - キアラン・ハインズ（立川三貴）
- モロー - イドリス・エルバ（西凜太朗）
- レイ・キャリガン /ブラックアウト（英語版） - ジョニー・ホイットワース（竹内栄治）
- ダニー - ファーガス・リオーダン（Lynn）
- メソディウス - クリストファー・ランバート（北田理道）

## 製作
2007年2月9日、マーベルのプロデューサーのアヴィ・アラドがプレス・イベントで『ゴーストライダー2』の企画を発表した。また、ピーター・フォンダはメフィスト役で再出演したいと述べた。2007年12月上旬、ニコラス・ケイジもまたゴーストライダー役での再出演に関心を示した。ケイジは新たなヴィランを提案し、ダニー・ケッチの登場が噂された。
ニコラス・ケイジは2008年9月のIGNのインタビューで、コロンビアと続編に向けてのミーティングが始まったと述べ、「ゴーストライダーがカトリック教会と連携し、『ダ・ヴィンチ・コード』のような時代精神のある作品になるだろう」と語った。2009年2月、コロンビア映画は『ゴーストライダー』の続編を製作し、ニコラス・ケイジが再び主役を務め、新たな脚本家が雇われるという話が浮上した。2009年9月23日、デヴィッド・S・ゴイヤーが、続編の脚本家として雇われたと報じられた。ゴイヤーは続編に関してMTVのインタビューを受け、前作の8年後の話となり、2010年までにクランクインすることを希望していると述べた。続編のタイトルは『Ghost Rider: Spirit of Vengeance』となり、マイケル・デ・ルカがプロデュースし、PG-13で上映される。
2010年7月14日、ニコラス・ケイジの復帰が確定し、マーク・ネヴェルダインとブライアン・テイラーのコンビを監督にするために交渉をしていた。7月、ケイジは2010年11月に撮影が始まると明かした。『Superhero Hype!』のインタビューで、エヴァ・メンデスは再出演しないことが明らかになった。映画はルーマニアとトルコで3Dで撮影される。
2010年11月にルーマニアのブカレストで主要撮影が始まり、その後、シビウ、ロヴィナリ、ヴィドラル湖、トランスファガラシャン、フネドアラに移った。2011年1月24日に撮影は完了した。

## 評価
レビュー・アグリゲーターのRotten Tomatoesでは115件のレビューで支持率は18%、平均点は4.00/10となった。Metacriticでは22件のレビューを基に加重平均値が34/100となった。

## イメージソング
吉川晃司「SAMURAI ROCK」。